# Arcidiocesi di Acerenza
L'arcidiocesi di Acerenza (in latino Archidioecesis Acheruntina) è una sede della Chiesa cattolica in Italia suffraganea dell'arcidiocesi di Potenza-Muro Lucano-Marsico Nuovo appartenente alla regione ecclesiastica Basilicata. Nel 2023 contava 39.200 battezzati su 39.590 abitanti. È retta dall'arcivescovo Francesco Sirufo.

## Territorio
L'arcidiocesi comprende la città di Acerenza e altri 16 comuni della provincia di Potenza: Laurenzana, Cancellara, Calvello, Genzano di Lucania, Anzi, Pietrapertosa, Pietragalla, Banzi, Castelmezzano, Palazzo San Gervasio, San Chirico Nuovo, Tolve, Brindisi Montagna, Trivigno, Vaglio Basilicata, Oppido Lucano.
Sede arcivescovile è la città di Acerenza, dove si trova la cattedrale di Santa Maria Assunta e San Canio Vescovo.
Il territorio è suddiviso in 21 parrocchie.

## Storia
La tradizione vuole che già nel 300 inizi la serie dei vescovi di Acerenza con Romano, che resse la chiesa di Acerenza dal 300 al 329, sotto il pontificato di san Marcellino papa; nell'elenco seguono altri vescovi fino al 441. Tuttavia quest'elenco è ritenuto un falso, poiché la maggior parte dei nomi è di origine longobarda e perché è chiaro il tentativo di colmare la lacuna nella cronotassi e portare le origini del vescovado acheruntino al IV secolo.
Primo vescovo storicamente documentato è Giusto, che partecipò al sinodo di Roma del 499 convocato da papa Simmaco.
Dopo Giusto non si conoscono altri vescovi, fino al 776 anno in cui sedeva sulla cattedra episcopale Leone II. Da questa data la serie dei vescovi è ininterrotta, a parte brevi periodi, e permette di conoscere anche lo sviluppo della diocesi.
Nel 799 il vescovo Leone II fece trasportare dall'antica città di Atella, in Campania, ad Acerenza il corpo di san Canio; nell'872 fu il vescovo Pietro II a far trasferire ad Acerenza le reliquie di un altro santo, san Laverio, prelevato dalla chiesa di Grumentum.
Alla fine del X secolo il vescovado diventò suffraganeo dell'arcidiocesi di Otranto. Infatti, nel 968, in seguito ad una decisione dell'imperatore di Costantinopoli, l'arcivescovo di Otranto ricevette l'autorizzazione per consacrare vescovi ad Acerenza. In risposta a questo fatto, per limitare l'influenza delle chiese di rito bizantino, venne istituita la provincia ecclesiastica di Salerno.
Acerenza divenne uno dei centri del conflitto tra la Chiesa d'Oriente e quella romana. Contesa fra le due metropoli ecclesiastiche di Otranto e di Salerno, Acerenza, fedele alla chiesa di Roma, nel 989 si sottrasse alla giurisdizione metropolitica di Otranto e divenne suffraganea dell'arcidiocesi di Salerno, anche se continuò ad essere influenzata da Otranto per posizione geografica, per frequenti rapporti culturali, per il monachesimo.
Il 4 maggio 1041 il vescovo di Acerenza Stefano (1029-1041), che appoggiava il catapano di Bari, morì combattendo sulle rive dell'Ofanto contro i primi Normanni che avevano conquistato la zona intorno a Melfi. In seguito a questa battaglia Acerenza fu conquistata dai Normanni e nel 1061 Roberto il Guiscardo ne fece una roccaforte, rendendola un centro di difesa da rappresaglie bizantine.
Nel 1059 il vescovo Godano o Gelaldo partecipò al concilio di Melfi nel quale si distinse; per questo ottiene il titolo di arcivescovo. Questa notizia comunque non è confermata; infatti secondo altre fonti Acerenza divenne arcivescovado sotto papa Leone IX o sotto papa Niccolò II.
Il 13 aprile 1068 papa Alessandro II emanò una bolla, diretta ad Arnaldo, arcivescovo di Acerenza, con la quale istituì una nuova provincia ecclesiastica comprendente, fra le altre, le città di Venosa, Potenza, Tricarico, Montepeloso, Gravina, Matera, Tursi, Latiniano, San Chirico, Oriolo, lasciando sotto il controllo diretto della Santa Sede Montemurro e Armento.
L'arcivescovo Arnaldo verso negli ultimi anni dell'XI secolo fece iniziare i lavori per la costruzione della cattedrale durante i quali furono ritrovate le reliquie di san Canio. Nel mese di maggio 1102 fu eletto arcivescovo Pietro al quale furono confermati i privilegi concessi ad Arnaldo.
Nel 1106 papa Pasquale II scrisse all'arcivescovo Pietro per conferirgli i diritti metropolitici, assegnandogli come suffraganee le diocesi di Venosa, Gravina, Tricarico, Tursi e Potenza e l'uso del pallio nelle festività.
Nel 1203 con bolla di papa Innocenzo III Matera fu elevata a chiesa cattedrale. La bolla si espresse nel seguente modo: «Abbiamo ritenuto di stabilire una chiesa cattedrale presso Matera in modo che sia unita alla primitiva cattedra». L'unione aeque principaliter con Matera non ebbe vita facile; infatti la storia di queste due chiese è un susseguirsi di dissidi e contrasti.
Nei primi anni del Quattrocento, quando era vescovo Manfredi di Aversa (1414-1444), i materani, con l'aiuto di Giannantonio Orsini, principe di Taranto e conte di Matera, tentarono di separarsi da Acerenza, costringendo l'arcivescovo ad allontanarsi dalla sua sede, nominando vescovo un certo Marsio, frate francescano; papa Eugenio IV dapprima lasciò alla chiesa di Matera un amministratore separato, e dopo la morte di Manfredi nel 1444 ripristinò l'unione tra le due Chiese, nominando Marino De Paulis arcivescovo di Acerenza e Matera.
Nel 1471 papa Sisto IV decretò che l'arcivescovo assumesse il titolo di Acerenza e Matera quando dimorava in Acerenza, e viceversa il titolo di Matera e Acerenza quando dimorava in Matera. I contrasti continuarono tanto che papa Clemente VIII stabilì che la precedenza del titolo spettava ad Acerenza, diocesi più antica, e il soggiorno dell'arcivescovo fosse a Matera, a causa della sua maggiore comodità. Il 5 novembre 1751 papa Benedetto XIV, con una bolla diretta all'arcivescovo Francesco Lanfreschi, ribadì i possessi e i diritti e dell'arcidiocesi, confermando che la residenza abituale dell'arcivescovo acheruntino e materano dovesse essere Acerenza.
Tra il 1844 e il 1845 il vescovo Antonio Di Macco celebrò il sinodo diocesano nella cattedrale di Acerenza e ne pubblicò le Constitutiones Sinodales.
Il 5 agosto 1910 agli arcivescovi di Acerenza e Matera fu concesso di aggiungere il titolo di abati di Sant'Angelo di Montescaglioso. Dal 1954 questo titolo sarà appannaggio degli arcivescovi di Matera.
L'11 agosto 1945 il decreto Excellentissimus della Congregazione Concistoriale modificò i confini delle due arcidiocesi, attribuendo alla giurisdizione di Matera dieci parrocchie nei comuni di Bernalda, Ferrandina, Ginosa, Grottole, Laterza, Metaponto, Miglionico, Montescaglioso, Pisticci e Pomarico, fino a quel momento appartenute ad Acerenza.
Il 2 luglio 1954 con la bolla Acherontia di papa Pio XII le due chiese di Acerenza e Matera furono definitivamente separate e furono costituite due province ecclesiastiche: alla chiesa metropolitana di Acerenza furono assegnate le sedi suffraganee di Potenza, Venosa, Marsico Nuovo e Muro Lucano.
Il 21 agosto 1976 con la bolla Quo aptius di papa Paolo VI furono soppresse le due province ecclesiastiche, e Acerenza, assieme a Matera, divenne una sede vescovile suffraganea dell'arcidiocesi di Potenza e Marsico Nuovo, contestualmente elevata a sede metropolitana.
Con la lettera della Congregazione per i vescovi del 28 novembre 1977, alla sede di Acerenza è stato restituito il titolo di arcidiocesi.
Molti arcivescovi di Acerenza sono stati elevati alla porpora cardinalizia.
Papa Urbano VI fu arcivescovo di Acerenza e Matera dal 1363 al 1377.

## Cronotassi dei vescovi
Si omettono i periodi di sede vacante non superiori ai 2 anni o non storicamente accertati.

### Sede di Acerenza
- Romano † (inizio IV secolo)
- Monocollo †
- Pietro I †
- Silvio †
- Teodosio †
- Aloris †
- Stefano I †
- Araldo †
- Berto †
- Leone I †
- Lupo †
- Evalanio †
- Azo †
- Asedeo †
- Giuseppe †
- San Giusto † (menzionato nel 499)
- Leone II † (776 - 799 deceduto)
- Pietro II † (menzionato nell'833)
- Rodolfo † (869 - 874)
- Leone III † (874 - circa 909 deceduto)
- Andrea † (906 - 935)
- Giovanni I † (936 - 972)
- Giovanni II † (993 - 996)
- Stefano II † (996 - 1024)
- Stefano III † (1029 - 4 maggio 1041 deceduto)
- Stefano IV † (1041 - 1048)
- Goderio † (1048 - 1058)
- Goderio II † (1058 - 1059)
- Godano o Gelardo † (1059 - 1066)
- Arnaldo † (1066 - 1101 deceduto)
- Pietro † (1102 - circa 1142 deceduto)
- Durando † (1142 - 1151)
- Roberto † (1151 - 1178)
- Riccardo † (1178 - 1184 deceduto)
- Pietro IV † (1184 - 1194)
- Pietro V † (1194 - 1197)
- Rainaldo † (marzo 1198 - 1199 deceduto)

### Sedi di Acerenza e Matera
- Andrea † (7 maggio 1203 - 1231 dimesso)
- Andrea † (1236 - circa 1246 deceduto) (per la seconda volta)[4]
- Anselmo † (18 aprile 1253 - circa 1255 deceduto)
- Lorenzo, O.P. † (5 aprile 1267 - 15 novembre 1276 deceduto)
- Pietro d'Archia † (22 giugno 1279 - circa 1300 deceduto)
  - Gentile Stefaneschi Orsini, O.P. † (3 giugno 1300 - 5 agosto 1303 deceduto) (amministratore apostolico)
  - Guy de Pernes, O.S.B.Clun. † (6 settembre 1303 - 13 novembre 1306 nominato vescovo di Toul) (amministratore apostolico)
- Landolfo (o Rudolfo), O.P. † (12 agosto 1307 - 6 novembre 1307 deceduto)
- Roberto II, O.P. † (18 agosto 1308 - 1334 deceduto)
- Pietro VII † (4 luglio 1334 - 1342 o 1343 deceduto)
- Giovanni Corcello † (29 gennaio 1343 - circa 1363 deceduto)
- Bartolomeo Prignano † (22 marzo 1363 - 13 gennaio 1377 nominato arcivescovo di Bari, poi eletto papa con il nome di Urbano VI)Lapide in memoria di Antonio Maria Brancaccio nel duomo di Matera

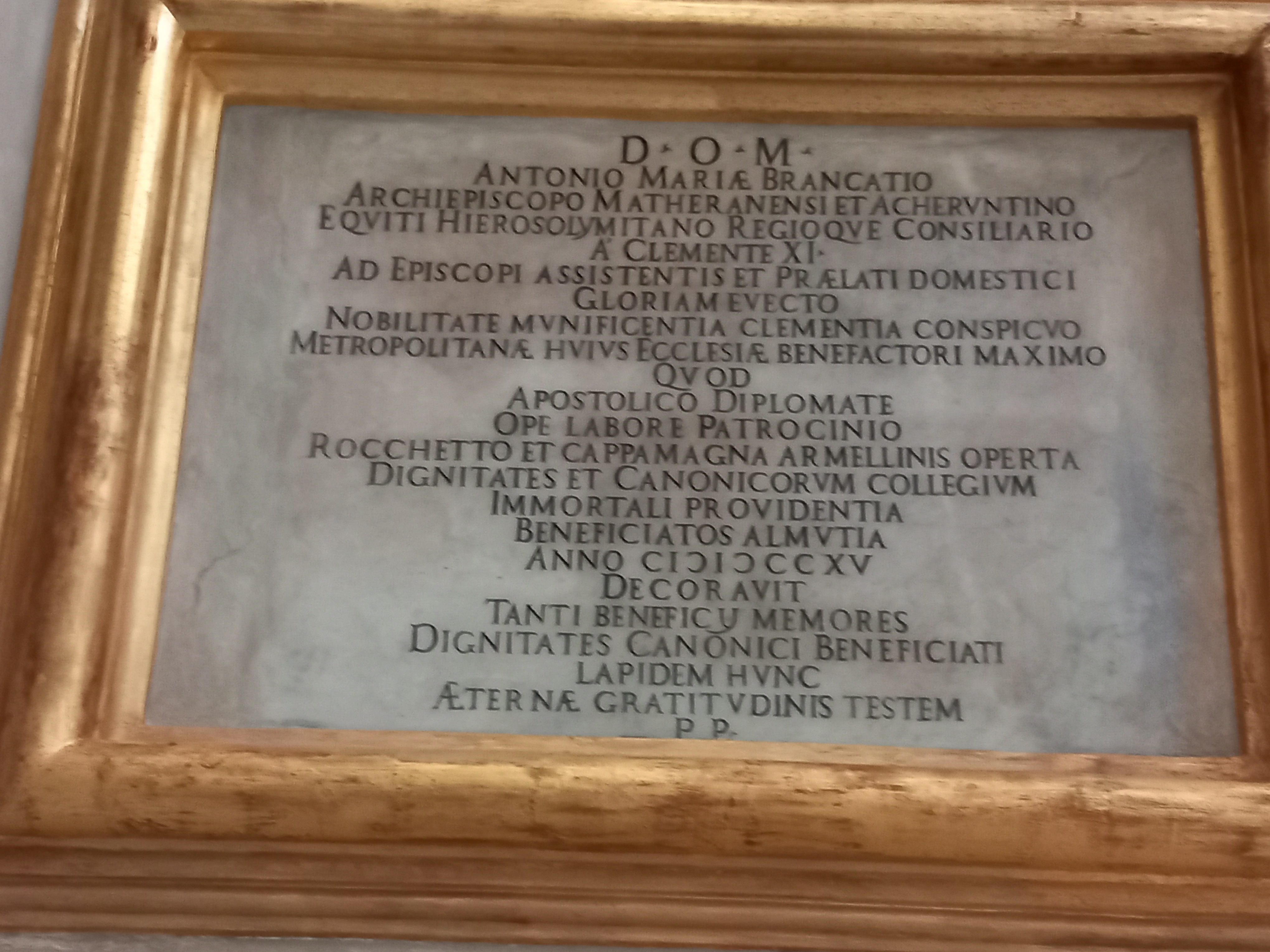
Lapide in memoria di Antonio Maria Brancaccio nel duomo di Matera

- Niccolò Acconciamuro † (8 aprile 1377 - 5 novembre 1378 nominato arcivescovo di Bari)
- Obbedienza avignonese:
  - Giacomo di Silvestro † (7 febbraio 1379 - ? deceduto)
  - Bisanzio Morelli † (1384 - ? deceduto)
  - Tommaso di Bitonto † (20 dicembre 1393 - ? deceduto)
- Obbedienza romana e pisana:
  - Giacomo † (menzionato il 15 ottobre 1381)
  - Nicola †
  - Pietro Giovanni de Baraballis, O.F.M. † (1392 - 15 marzo 1395 nominato arcivescovo di Corinto)
  - Stefano Goberio, O.F.M. † (15 marzo 1395 - 5 marzo 1403 nominato vescovo di Calvi)
  - Riccardo de Olibano † (6 novembre 1402 - 1407)
  - Niccolò Piscicelli, O.Cist. † (16 marzo 1407 - 21 febbraio 1415 nominato arcivescovo di Salerno)
- Manfredi Aversano † (20 febbraio 1415 - 4 agosto 1444 deceduto)
  - Maio d'Otranto, O.F.M. † (1440 - 1444) (amministratore apostolico di Matera)
- Marino De Paulis † (4 settembre 1444 - settembre 1470 deceduto)
- Francesco Enrico Lunguardo, O.P. † (1470 - 8 dicembre 1482 deceduto)
- Vincenzo Palmieri † (14 marzo 1483 - 30 luglio 1518 dimesso)
- Andrea Matteo Palmieri † (30 luglio 1518 - 21 agosto 1528 dimesso)
- Francesco Palmieri, O.F.M. † (21 agosto 1528 - agosto 1530 deceduto)
  - Andrea Matteo Palmieri † (1530 - 1531 dimesso) (amministratore apostolico)
- Giovanni Michele Saraceni † (21 giugno 1531 - 1556 dimesso)
- Sigismondo Saraceno † (4 maggio 1556 - 7 gennaio 1585 deceduto)
- Francesco Antonio Santorio † (28 luglio 1586 - 28 agosto 1589 deceduto)
- Francisco Avellaneda † (30 gennaio 1591 - 3 ottobre 1591 deceduto)
- Scipione di Tolfa † (20 dicembre 1593 - 12 febbraio 1595 deceduto)
- Giovanni Trulles de Myra † (11 marzo 1596 - novembre 1600 deceduto)
  - Sede vacante (1600-1605)
- Giuseppe de Rubeis † (12 settembre 1605 - 5 febbraio 1610 deceduto)
- Giovanni Spilla, O.P. † (19 gennaio 1611 - 20 settembre 1619 deceduto)
- Fabrizio Antinoro † (10 gennaio 1622 - 13 novembre 1630 nominato arcivescovo, titolo personale, di Siracusa)
- Giovanni Domenico Spinola † (13 novembre 1630 - 26 aprile 1632 nominato arcivescovo, titolo personale, di Luni e Sarzana)
- Simone Carafa Roccella, C.R. † (30 agosto 1638 - 16 settembre 1647 nominato arcivescovo di Messina)
- Giambattista Spinola † (18 maggio 1648 - 10 novembre 1664 nominato arcivescovo di Genova)
- Vincenzo Lanfranchi, C.R. † (7 dicembre 1665 - 6 settembre 1676 deceduto)
- Antonio del Río Colmenares † (14 marzo 1678 - aprile 1702 deceduto)
- Antonio Maria Brancaccio, C.R. † (4 giugno 1703 - 10 dicembre 1722 deceduto)
- Giuseppe Maria Positano, O.P. † (27 settembre 1723 - 14 marzo 1730 deceduto)
- Alfonso Mariconda, O.S.B. † (11 dicembre 1730 - 5 o 13 febbraio 1737 deceduto)
- Giovanni Rosso, C.R. † (8 luglio 1737 - 21 maggio 1738 nominato arcivescovo di Taranto)
- Francesco Lanfreschi † (21 maggio 1738 - 8 febbraio 1754 deceduto)
- Anton Ludovico Antinori, C.O. † (22 aprile 1754 - 24 aprile 1758 dimesso)
- Serafino Filangieri, O.S.B. † (22 novembre 1758 - 23 agosto 1762 nominato arcivescovo di Palermo)
- Nicola Filomarini, O.S.B.Coel. † (16 maggio 1763 - 31 agosto 1767 nominato arcivescovo, titolo personale, di Caserta)
- Carlo Parlati, P.O. † (14 dicembre 1767 - 27 gennaio o 24 febbraio 1774 deceduto)
- Giuseppe Sparano † (29 maggio 1775 - 5 giugno 1776 deceduto)
- Francesco Zunica † (16 dicembre 1776 - 16 o 23 dicembre 1796 deceduto)
- Camillo Cattaneo della Volta † (18 dicembre 1797 - 13 marzo 1834 deceduto)
- Antonio Di Macco † (6 aprile 1835 - 7 agosto 1854 deceduto)
- Gaetano Rossini † (23 marzo 1855 - 27 marzo 1867 nominato arcivescovo, titolo personale, di Molfetta, Giovinazzo e Terlizzi)
- Pietro Giovine † (27 ottobre 1871 - 11 settembre 1879 deceduto)
- Gesualdo Nicola Loschirico, O.F.M.Cap. † (27 febbraio 1880 - 30 marzo 1890 deceduto)
- Francesco Maria Imparati, O.F.M.Obs. † (23 giugno 1890 - 11 luglio 1892 deceduto)
- Raffaele di Nonno, C.SS.R. † (16 gennaio 1893 - 24 giugno 1895 deceduto)
- Diomede Angelo Raffaele Gennaro Falconio, O.F.M.Ref. † (29 novembre 1895 - 3 agosto 1899 nominato delegato apostolico in Canada e Terra Nova[5])
- Raffaele Rossi † (14 dicembre 1899 - 18 agosto 1906 deceduto)
- Anselmo Filippo Pecci, O.S.B. † (7 settembre 1907 - 10 aprile 1945 dimesso[6])
- Vincenzo Cavalla † (8 settembre 1946 - 14 febbraio 1954 deceduto)

### Sede di Acerenza
- Domenico Picchinenna † (2 luglio 1954 - 4 settembre 1961 nominato arcivescovo di Cosenza)
- Corrado Ursi † (30 novembre 1961 - 23 maggio 1966 nominato arcivescovo di Napoli)
  - Sede vacante (1966-1970)
- Giuseppe Vairo † (22 dicembre 1970 - 12 febbraio 1979 dimesso)[7]
- Francesco Cuccarese † (12 febbraio 1979 - 6 giugno 1987 nominato arcivescovo, titolo personale, di Caserta)
- Michele Scandiffio † (30 aprile 1988 - 27 luglio 2005 ritirato)
- Giovanni Ricchiuti (27 luglio 2005 - 15 ottobre 2013 nominato arcivescovo, titolo personale, di Altamura-Gravina-Acquaviva delle Fonti)
  - Sede vacante (2013-2016)
- Francesco Sirufo, dal 20 maggio 2016

## Statistiche
L'arcidiocesi nel 2023 su una popolazione di 39.590 persone contava 39.200 battezzati, corrispondenti al 99,0% del totale.
| anno                             | popolazione | popolazione | popolazione | presbiteri | presbiteri | presbiteri | presbiteri                | diaconi | religiosi | religiosi | parrocchie |
| anno                             | battezzati  | totale      | %           | numero     | secolari   | regolari   | battezzati per presbitero | diaconi | uomini    | donne     | parrocchie |
| -------------------------------- | ----------- | ----------- | ----------- | ---------- | ---------- | ---------- | ------------------------- | ------- | --------- | --------- | ---------- |
| arcidiocesi di Acerenza e Matera |             |             |             |            |            |            |                           |         |           |           |            |
| 1950                             | 168.932     | 169.271     | 99,8        | 103        | 93         | 10         | 1.640                     |         | 9         | 140       | 38         |
| arcidiocesi di Acerenza          |             |             |             |            |            |            |                           |         |           |           |            |
| 1959                             | 69.438      | 69.508      | 99,9        | 48         | 44         | 4          | 1.446                     |         | 6         | 86        | 20         |
| 1969                             | 60.098      | 60.374      | 99,5        | 34         | 31         | 3          | 1.767                     |         | 4         | 81        | 22         |
| 1980                             | 59.800      | 60.718      | 98,5        | 41         | 35         | 6          | 1.458                     |         | 7         | 68        | 21         |
| 1990                             | 61.000      | 62.500      | 97,6        | 45         | 39         | 6          | 1.355                     |         | 8         | 73        | 21         |
| 1999                             | 60.150      | 60.300      | 99,8        | 43         | 37         | 6          | 1.398                     |         | 6         | 61        | 21         |
| 2000                             | 60.150      | 60.300      | 99,8        | 46         | 38         | 8          | 1.307                     |         | 8         | 62        | 21         |
| 2001                             | 59.950      | 60.100      | 99,8        | 43         | 37         | 6          | 1.394                     |         | 6         | 63        | 21         |
| 2002                             | 59.950      | 60.120      | 99,7        | 44         | 38         | 6          | 1.362                     |         | 6         | 62        | 21         |
| 2003                             | 60.000      | 60.200      | 99,7        | 42         | 37         | 5          | 1.428                     |         | 5         | 62        | 21         |
| 2004                             | 60.000      | 60.200      | 99,7        | 37         | 35         | 2          | 1.621                     |         | 2         | 58        | 21         |
| 2005                             | 53.000      | 55.000      | 96,4        | 38         | 36         | 2          | 1.394                     |         | 2         | 57        | 21         |
| 2006                             | 53.000      | 53.215      | 99,6        | 42         | 40         | 2          | 1.261                     |         | 2         | 67        | 21         |
| 2011                             | 42.382      | 42.815      | 99          | 40         | 38         | 2          | 1.059                     |         | 2         | 61        | 21         |
| 2012                             | 42.600      | 43.000      | 99,1        | 42         | 39         | 3          | 1.014                     |         | 3         | 60        | 21         |
| 2015                             | 40.368      | 40.595      | 99,4        | 42         | 39         | 3          | 961                       |         | 6         | 50        | 21         |
| 2018                             | 40.490      | 40.650      | 99,6        | 39         | 39         |            | 1.038                     |         | 1         | 45        | 21         |
| 2020                             | 39.836      | 39.940      | 99,7        | 38         | 38         |            | 1.048                     | 1       |           | 31        | 21         |
| 2022                             | 39.610      | 39.722      | 99,7        | 35         | 35         |            | 1.131                     | 1       |           | 37        | 21         |
| 2023                             | 39.200      | 39.590      | 99,0        | 33         | 33         |            | 1.187                     | 1       |           | 40        | 21         |